# 1033
1033 (MXXXIII) var ett normalår som började en måndag i den julianska kalendern.

## Händelser

### Okänt datum
- Bela I av Ungern gifter sig med Ryksa, prinsessa av Polen.
- Kungariket Burgund förenas med det Tyska riket.

## Födda
- Anselm av Canterbury (död nära Aosta i Italien).
- Donald III Bane, kung av Skottland 1093-1094 och 1094-1097.
- Urraca av Zamora, regerande grevinna av Zamora.

## Avlidna
- 3 mars – Den heliga Kunigunda, tysk-romersk kejsarinna och nunna.
- Liu, kinesisk regent.